# Braian Toledo
Braian Ezequiel Toledo (Marcos Paz, 1993. szeptember 8. – 2020. február 27.) ifjúsági olimpiai bajnok argentin atléta, gerelyhajító.

## Pályafutása
A 2010-es szingapúri ifjúsági olimpián aranyérmet szerzett gerelyhajításban. A 2011-es pánamerikai játékokon bronzérmes volt. Két olimpián szerepelt. A 2012-es londoni játékokon nem jutott a döntőbe, 2016-ban Rióban a tizedik helyen végzett. Legjobb eredménye 83,32 m volt, amit 2015-ben ért el.
2020. február 27-én motorbalesetben vesztette életét.

## Sikerei, díjai
- Ifjúsági olimpiai játékok
  - aranyérmes: 2010, Szingapúr
- Pánamerikai játékok
  - bronzérmes: 2011, Guadalajara